# Shiroi Heya no Futari
Shiroi Heya no Futari (яп. 白い部屋のふたり Сирои Хэя но Футари, «Наша белая комната» или «Двое из белой комнаты») — манга Рёко Ямагиси, одно из первых (по некоторым источникам — первое) произведений в жанре юри. В манге рассказывается трагическая история любви двух учениц элитной французской школы для девочек.

## Сюжет
Резин де Пуассон (фр. Resine de Poisson), вопреки желанию своей тёти, решает поступить в католическую школу-интернат для девочек, где в своё время училась её мать. Школьная жизнь с самого начала становится для неё трудной. Резин приходится делить комнату с Симоной Д’Ар (фр. Simone D’Arc) — бунтаркой, дочерью знаменитой актрисы. Симона не даёт Резин почувствовать себя в школе как дома и использует любую возможность, чтобы огорчить её. Симона встречается с мальчиками, списывает у Резин домашнюю работу и дразнит её, когда та плачет. Несмотря на это, со временем девушки сближаются.
Когда школьницы ставят спектакль «Ромео и Джульетта», Симону сразу выбирают на роль Ромео, а Резин становится Джульеттой. Резин беспокоится по поводу того, что ей придется целовать Симону на сцене, но её успокаивают тем, что им нужно всего лишь притвориться целующимися. На сцене, однако, поцелуй получается самым настоящим. После спектакля девушки отправляются в лес, где целуются снова. Одна из девочек, не получившая роль Ромео, видит Резин и Симону, после чего начинает распространять слухи об их отношениях.
Узнав о слухах, Резин начинает избегать Симону, а Симона пытается помочь ей. Она просит Резин не обращать внимания на слухи, однако для Резин это невозможно. Позднее девушки едут в город, чтобы найти Резин молодого человека. Резин проводит много времени на свиданиях со своим парнем, что очень сильно расстраивает Симону. Девушки ссорятся, Резин убегает из школы и возвращается к своей тёте.
Несколько месяцев спустя Резин узнаёт, что Симона мертва. Она возвращается в школу и узнаёт, что Симона спровоцировала одного из своих парней, и тот убил её. Резин клянётся, что продолжит жить дальше в вечном одиночестве и больше никого не полюбит.